# Chemiczne oczyszczanie ścieków
Chemiczne oczyszczanie ścieków – jedna z metod oczyszczania ścieków. Polega na wytrącaniu niektórych związków rozpuszczalnych lub ich neutralizacji za pomocą procesu koagulacji, neutralizacji, ekstrakcji, elektrolizy, destylacji lub sorpcji na węglu aktywnym. Oczyszczanie chemiczne stosuje się głównie przy ściekach przemysłowych, które zawierają metale ciężkie oraz chemiczne związki organiczne.
W momencie zadziałania substancjami chemicznymi na ścieki uzyskujemy:
- zobojętnienie ścieków,
- wydzielenie ze ścieków substancji stałych,
- wydzielenie ze ścieków substancji organicznych, koloidalnych i związków rozpuszczalnych, przede wszystkim soli metali ciężkich,
- odkażenie ścieków,
- usunięcie przykrego zapachu,
- utlenienie substancji ściekowych.